# Championnat de France de rugby à XV de 2e division
Le championnat de France de rugby à XV de 2e division, également appelé Pro D2 depuis 2001, est le deuxième échelon des compétitions nationales de rugby à XV en France. C'est une compétition qui constitue l'antichambre de l'élite, le Top 14. Initialement disputée entre clubs amateurs, elle est devenue professionnelle en 2000 connaissant plusieurs restructurations successives pour arriver à un format resserré à seize clubs.

## Histoire

### Genèse
Avec l'avènement du professionnalisme en 1995, le championnat de France de première division se restructure et laisse place pour la saison 1997-1998 à deux compétitions distinctes de 20 clubs appelées groupe A1 et A2.
En 1998-1999, le groupe A2 devient l'Élite 2.

### Évolution
À partir de 2000, le professionnalisme et le resserrement de la première division (21 clubs en 2001, 16 en 2002 puis 14 depuis 2005) ont contribué à l'élévation du niveau du championnat de Pro D2.
Des clubs champions de France de première division comme l'AS Béziers, le SU Agen, l'USA Perpignan, le Racing Métro 92, le Biarritz olympique, le RC Toulon, l'Aviron bayonnais, la Section paloise, Tarbes Pyrénées, le RC Narbonne, le Lyon OU, le Stade montois, le FC Grenoble, ou l'US Montauban y ont déjà évolué.

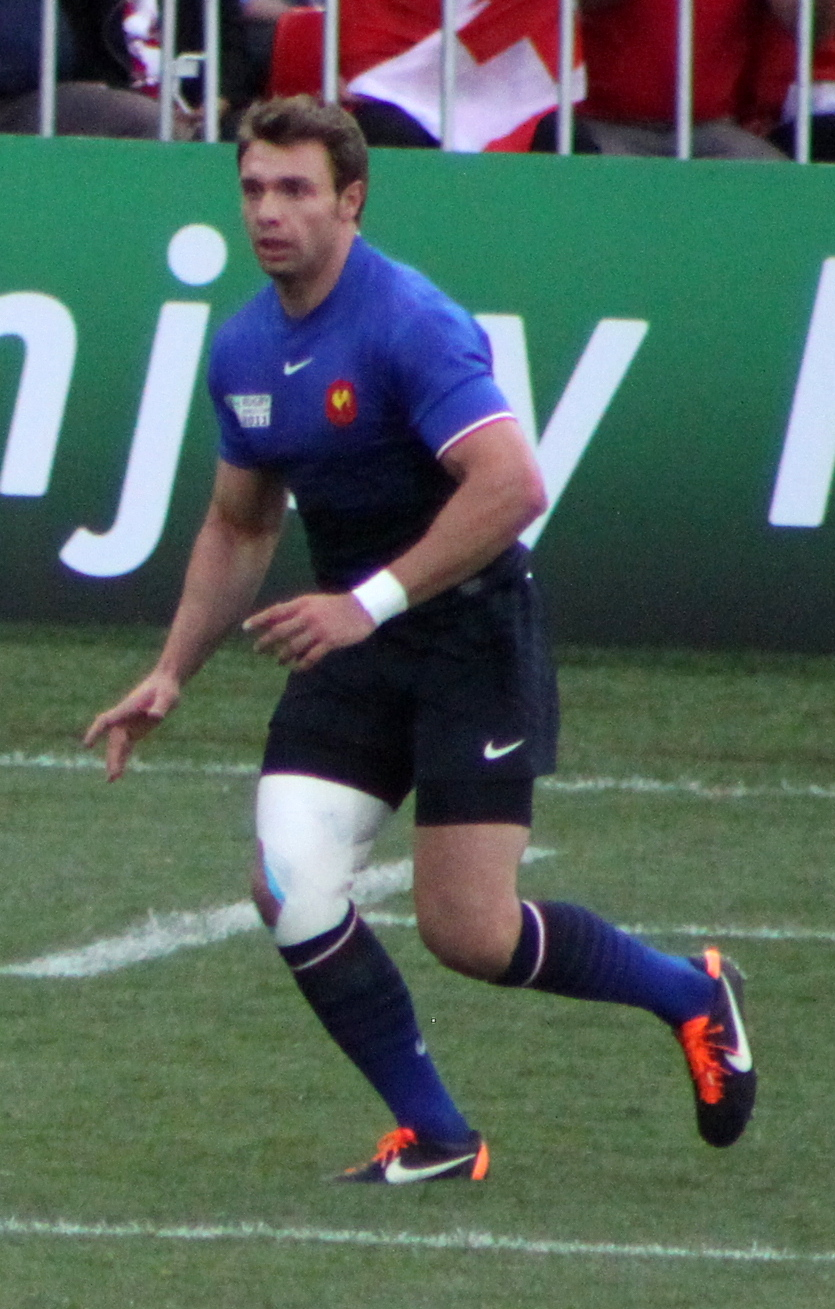
L'international Vincent Clerc a fait ses premiers pas professionnels en Pro D2, avec le FC Grenoble.

Vincent Clerc, le recordman du plus grand nombre d'essais en Top 14 a commencé sa carrière professionnelle avec le FC Grenoble en Pro D2.

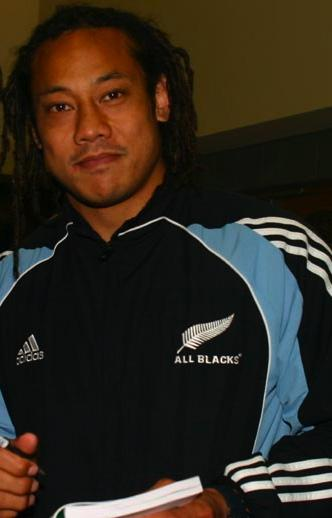
Le All Black Tana Umaga a participé à la Pro D2 pendant la saison 2006-2007, avec le RC Toulon.

Les moyens mis en œuvre sont de plus en plus importants au fil des années et nombre d'équipes comptaient dans leurs rangs d'anciens internationaux français et des recrues prestigieuses. Ainsi, la venue de Tana Umaga, ex-capitaine des All Blacks, pour une pige de huit matchs lors de la saison 2006-2007, représente le transfert le plus spectaculaire réalisé alors en France.
La saison suivante, plusieurs équipes alignent des effectifs prestigieux : Agen et son équipe classée 5e du Top 14 en 2006 (avec François Gelez, Rupeni Caucaunibuca, Pépito Elhorga), Toulon managé par Tana Umaga et avec des stars du Tri-nations (George Gregan, Andrew Mehrtens, Victor Matfield, Anton Oliver, Lawrence Sephaka) ou le Racing Métro 92 avec un recrutement international (David Auradou, Carlo Festuccia, Andrea Lo Cicero, Thomas Lombard, Simon Raiwalui, Franck Tournaire). Le début de saison prouve un engouement du public puisque l'affluence au stade est de 30 % supérieure à celle des années précédentes.
Signe de cette élévation du niveau, ce sont 5 joueurs de Pro D2 qui en mai 2009 sont sélectionnés pour faire partie l'équipe de France A, antichambre de l'équipe nationale (les Lyonnais Aliki Fakate et Rémy Grosso, les Agenais Yoann Huget et Romain Sola et le Narbonnais Romain Martial).
Les années 2010 voient l'arrivée de nouveaux clubs dans le rugby professionnel français, issus de régions où la pratique du rugby est moins traditionnelle comme le Provence Rugby, l'USON Nevers, le Rouen NR ou le RC Vannes.
Karl Tuʻinukuafe dispute la saison 2015-2016 de Pro D2 avec le RC Narbonne avant d’être sélectionné en équipe de Nouvelle-Zélande par Steve Hansen deux ans plus tard. Piri Weepu vainqueur de la Coupe du monde 2011 joue aussi avec le RC Narbonne en Pro D2 lors de la saison 2016-2017.

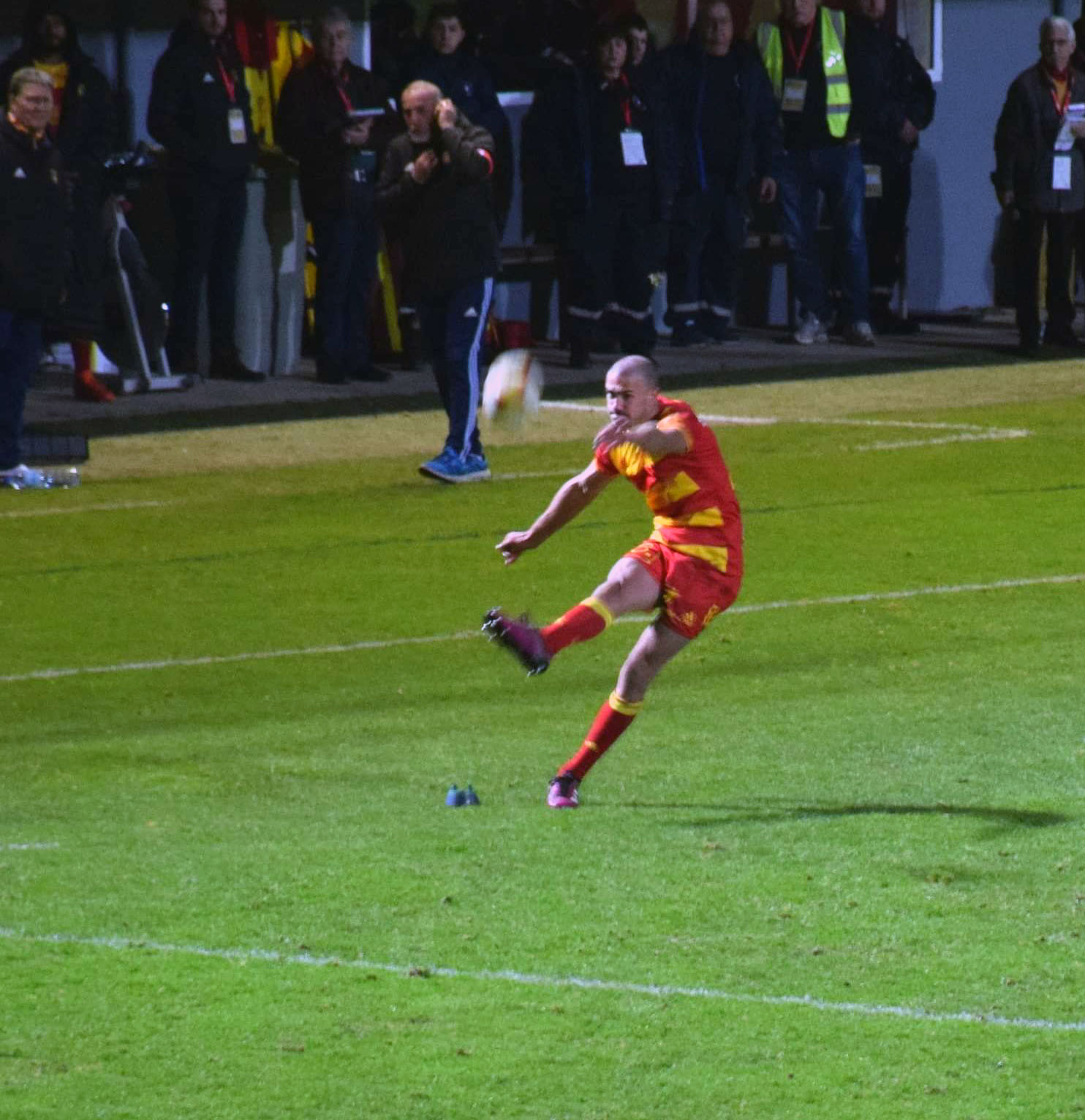
Melvyn Jaminet

En 2021, Melvyn Jaminet et Quentin Walcker jouent leurs premières minutes de leur carrière avec le XV de France pour la tournée d'été 2021 en Australie alors qu'ils évoluaient à l'USA Perpignan en Pro D2.
Deon Fourie dispute les saisons 2019-2020 et 2020-2021 de Pro D2 avec le FC Grenoble avant d’être sélectionné en équipe d'Afrique du Sud par Jacques Nienaber un an plus tard.

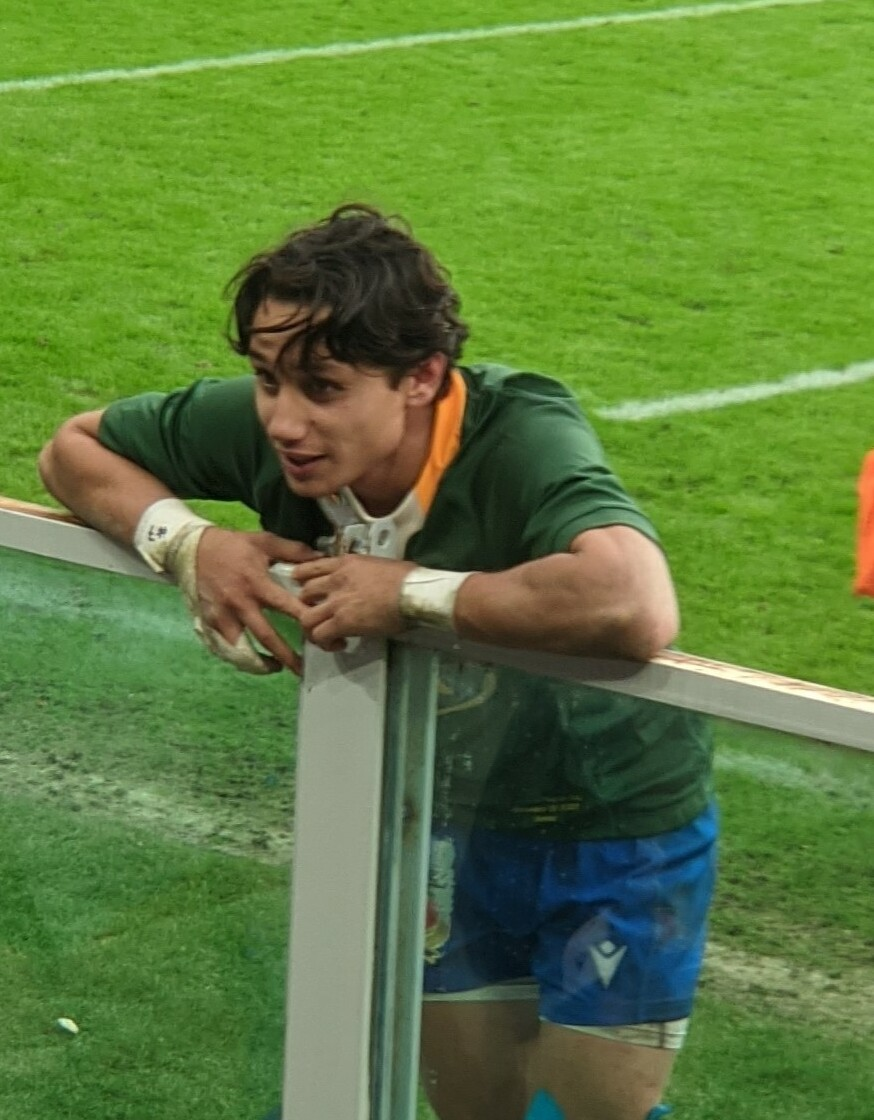
Ange Capuozzo révélation mondiale de l'année 2022.

En 2022, Ange Capuozzo obtient ses premières capes dans le Tournoi des Six Nations avec l'Italie alors qu'il évolue au FC Grenoble en Pro D2.
À partir de la saison 2023-2024, la LNR et la FFR modifient les conditions d'accession à la Pro D2 depuis les divisions amateurs : sur le principe de celui existant entre le Top 14 et la Pro D2, un barrage est instauré entre le perdant de la finale de Nationale et l'avant-dernier de Pro D2, pour une seule montée-descente directe contre deux jusqu'alors.

### Identité visuelle (logotype)

Logo de 2000 à 2009.
Logo de 2009 à 2012.
Logo depuis 2012.

## Popularité
| Saison    | Totale,   | Moyenne par match | Taux moyen de remplissage | Meilleure affluence                          | Meilleure moyenne de spectateurs par match | Abonnements |
| --------- | --------- | ----------------- | ------------------------- | -------------------------------------------- | ------------------------------------------ | ----------- |
| 2003-2004 | 648 291   | 2 701             | N/C                       | N/C                                          | 5 175 (RC Toulon)                          | N/C         |
| 2004-2005 | 678 505   | 2 827             | N/C                       | RC Toulon-Tarbes PR (13 422)                 | 8 115 (RC Toulon)                          | 25 261      |
| 2005-2006 | 742 300   | 3 093             | 34 %                      | AS Béziers-US Montauban (16 002)             | 5 965 (AS Béziers)                         | 24 387      |
| 2006-2007 | 1 082 642 | 4 511             | 41 %                      | RC Toulon-FC Grenoble (13 141)               | 11 391 (RC Toulon)                         | 32 003      |
| 2007-2008 | 1 225 879 | 5 108             | 46 %                      | RC Toulon-Racing (12 938)                    | 12 791 (RC Toulon)                         | 39 534      |
| 2008-2009 | 1 118 974 | 4 662             | 43 %                      | Stade rochelais-SU Agen (9 282)              | 7 008 (Stade rochelais)                    | 41 059      |
| 2009-2010 | 1 041 391 | 4 339             | 41 %                      | Union Bordeaux Bègles-SU Agen (20 158)       | 9 230 (SU Agen)                            | 36 125      |
| 2010-2011 | 960 410   | 4 002             | N/C                       | Lyon OU-US Oyonnax (37 816)                  | 7 835 (Lyon OU)                            | 31 019      |
| 2011-2012 | 1 041 344 | 4 339             | N/C                       | FC Grenoble-CS Bourgoin-Jallieu (19 730)     | 10 555 (Stade rochelais)                   | 43 401      |
| 2012-2013 |           | 4 546             |                           |                                              | 10 390 (Stade rochelais)                   |             |
| 2013-2014 |           | 4 937             |                           |                                              | 10 359 (Stade rochelais)                   |             |
| 2014-2015 |           | 5 206             |                           |                                              | 10 586 (USA Perpignan)                     |             |
| 2015-2016 |           | 4 884             |                           |                                              | 9 799 (Aviron bayonnais)                   |             |
| 2016-2017 |           | 4 970             | 30,7 %                    |                                              | 7 870 (Aviron bayonnais)                   |             |
| 2017-2018 | 1 337 648 | 5 393             | 51 %                      | Aviron bayonnais-Biarritz olympique (16 179) | 8 912 (USA Perpignan)                      |             |
| 2018-2019 | 1 339 737 | 5 468             |                           | Aviron bayonnais-Biarritz olympique (16 207) | 8 996 (Aviron bayonnais)                   |             |
| 2019-2020 | 890 361   | 4 919             |                           | USA Perpignan-AS Béziers (13 000)            | 9 179 (FC Grenoble)                        |             |
| 2020-2021 |           |                   |                           |                                              |                                            |             |
| 2021-2022 |           |                   |                           |                                              |                                            |             |
| 2022-2023 |           |                   |                           |                                              |                                            |             |
| 2023-2024 | 1 354 310 | 5 643             |                           |                                              |                                            |             |
| 2024-2025 | 1 430 046 | 5 959             |                           |                                              | 11 513 (CA Brive)                          |             |

## Formule actuelle
Le championnat est composé de deux phases :
- une phase de poule de 16 équipes jouée en matchs aller-retour.
- une phase à élimination directe jouée à 6 équipes.

À l'issue de la phase de poule, les équipes classées 1re et 2e sont qualifiées pour les demi-finales à domicile.
Les équipes classées 3e à 6e disputent entre elles des matchs de barrages pour accéder aux demi-finales.
Le vainqueur de la finale est déclaré champion et est promu en Top 14. Le finaliste dispute un dernier barrage d'accession contre le 13e du Top 14 dont le vainqueur est promu (ou maintenu).
Le dernier du championnat est relégué tandis que le quinzième de la saison régulière disputera un match de barrage face au finaliste de Nationale.

## Palmarès

### Avant 2001 et le passage à la Pro D2
- Note : De 1926 à 1997, le 2e échelon prenait le nom de 2e division. La 1re division accueillait un grand nombre de clubs (jusqu'à 80 club entre 1976 et 1992 puis 96 entre 1993 et 1997). Face au nombre croissant de clubs, la 1re division est scindée en interne en deux groupes A et B à partir de la saison 1974-1975. La professionnalisation du rugby lors de la saison 1995-1996, ne concerne à ce moment-là que la nouvelle élite à vingt clubs nommée groupe A1 mais les vingt clubs suivant (groupe A2) puis les 56 autres clubs du groupe B font eux aussi partie de la première division.
- L'échelon inférieur (correspondant à l'actuelle Fédérale) est alors dénommé deuxième division ce qui peut prêter à confusion[17]. En 1997-1998, la deuxième division est désignée comme groupe A2, la première division ne comptant plus qu'un seul groupe, le A1. Enfin en 1998-1999, elle devient l'Élite 2.

| Année       | Vainqueur                   | Score               | Finaliste                     |
| ----------- | --------------------------- | ------------------- | ----------------------------- |
| 1925        | AS montferrandaise          | 14 – 6              | Biarritz olympique            |
| 1926        | Racing Club de France       | 17 – 3              | SC Mazamet                    |
| 1927        | CS Vienne                   | 12 – 6              | Arlequins club perpignanais   |
| 1928        | CS Vienne                   | 3 – 0               | AS Bayonne                    |
| 1929        | NAC Roanne                  | 11 – 0              | Olympique de Carmaux          |
| 1930        | AS bortoise                 | 5 – 0               | FC Saint-Claude               |
| 1931        | UA Libourne                 | 8 – 5               | UA Gujan-Mestras              |
| 1932        | CS Villefranche-sur-Saône   | 3 – 0               | RC Chalon                     |
| 1933        | Stade nantais               | 11 – 5              | FC Lézignan                   |
| 1934        | RRC Nice                    | 22 – 6              | US Cognac                     |
| 1935        | Stade poitevin              | 6 – 3               | Valence sportif               |
| 1936        | FC Lyon                     | 11 – 3              | CS Villefranche-sur-Saône     |
| 1937        | SC Decazeville              | 6 – 0               | US Cognac                     |
| 1938        | Avenir valencien            | 7 – 6               | SC Tulle                      |
| 1939        | US bressane                 | 5 – 3               | FC Lourdes                    |
| 1940 à 1946 | Pas de championnat.         | Pas de championnat. | Pas de championnat.           |
| 1947        | FC Auch                     | 5 – 0               | SO Chambéry                   |
| 1948        | Stadoceste tarbais          | 6 – 3               | RC Narbonne                   |
| 1949        | SC Graulhet                 | 6 – 3               | FC Oloron                     |
| 1950        | CASG Paris                  | 17 – 6              | SC Pamiers                    |
| 1951        | FC Grenoble                 | 9 – 0               | La Voulte sportif             |
| 1952        | Stade auto lyonnais         | 3 – 0               | Stade cadurcien               |
| 1953        | Avenir aturin rugby         | 12 – 5              | FC Aix-les-Bains              |
| 1954        | SO Chambéry                 | 14 – 6              | US Bellegarde-Coupy           |
| 1955        | Stade cadurcien             | 14 – 0              | Stade hendayais               |
| 1956        | SO Chambéry                 | 6 – 3               | Saint-Girons SC               |
| 1957        | CA Brive                    | 20 – 5              | US Bellegarde-Coupy           |
| 1958        | US bressane                 | 16 – 5              | Boucau Stade                  |
| 1959        | Stade bordelais UC          | 14 – 11             | Lyon OU                       |
| 1960        | US Bergerac                 | 16 – 3              | US Marmande                   |
| 1961        | AS Saint-Junien             | 6 – 3               | CA Lannemezan                 |
| 1962        | GS Figeac                   | 13 – 3              | Valence sportif               |
| 1963        | Stade langonnais            | 5 – 0               | AS Saint-Junien               |
| 1964        | Entente Quillan-Esperaza    | 11 – 5              | SA Condom                     |
| 1965        | CS Bourgoin-Jallieu         | 14 – 6              | Stade beaumontois             |
| 1966        | US bressane                 | 12 – 3              | Stade montluçonnais           |
| 1967        | CA Castelsarrasin           | 11 – 6              | US Oyonnax                    |
| 1968        | Saint-Jean-de-Luz olympique | 12 – 6              | UA Gaillac                    |
| 1969        | Paris université club       | 17 – 14             | SA Mauléon                    |
| 1970        | Stade ruthénois             | 16 – 14             | Boucau Stade                  |
| 1971        | CS Bourgoin-Jallieu         | 15 – 6              | SC Pamiers                    |
| 1972        | US Carmaux                  | 22 – 16             | RRC Nice                      |
| 1973        | CS Bourgoin-Jallieu         | 10 – 6              | CO Le Creusot                 |
| 1974        | CA Castelsarrasin           | 21 – 10             | US Salles                     |
| 1975        | US Carcassonne              | 15 – 6              | US Cognac                     |
| 1976        | Stade ruthénois             | 27 – 7              | RC Riom                       |
| 1977        | US vicquoise                | 16 – 10             | SC Pamiers                    |
| 1978        | SA Condom                   | 13 – 12             | US La Seyne                   |
| 1979        | US Montélimar               | 15 – 9              | Stade foyen                   |
| 1980        | SA Hagetmautien             | 16 – 7              | US Foix                       |
| 1981        | US Salles                   | 16 – 15             | RC Vichy                      |
| 1982        | Stade langonnais            | 12 – 0              | SC Rieumes                    |
| 1983        | Blagnac SCR                 | 38 – 3              | Lyon OU                       |
| 1984        | US Montélimar               | 15 – 9              | Lombez Samatan club           |
| 1985        | SC Mazamet                  | 12 – 6              | US Cognac                     |
| 1986        | FCS Rumilly                 | 22 – 15             | SC Decazeville                |
| 1987        | RC Vichy                    | 12 – 3              | Paris université club         |
| 1988        | US vicquoise                | 16 – 10             | RO Castelnaudary              |
| 1989        | Lyon OU                     | 22 – 12             | Stade cadurcien               |
| 1990        | ASPTT Paris                 | 18 – 6              | FC Saint-Claude               |
| 1991        | Fleury olympique            | 10 – 6              | SA Saint-Sever                |
| 1992        | Lyon OU                     | 22 – 14             | Stade bagnérais               |
| 1993        | Céret sportif               | 18 – 15             | Union Sigean Port-la-Nouvelle |
| 1994        | Peyrehorade Sports          | 23 – 9              | Boucau Tarnos stade           |
| 1995        | US Cognac                   | 15 – 9              | CS Annonay                    |
| 1996        | Stade piscenois             | 12 – 9              | ASPTT Paris                   |
| 1997        | US Tours                    | 26 – 20             | USA Limoges                   |

| Année | Vainqueur             | Score   | Finaliste    |
| ----- | --------------------- | ------- | ------------ |
| 1998  | Racing Club de France | 31 – 29 | CA Périgueux |

| Année | Vainqueur     | Score   | Finaliste                    |
| ----- | ------------- | ------- | ---------------------------- |
| 1999  | Stade montois | 34 – 15 | US Montauban                 |
| 2000  | AS Béziers    | —       | Pas de finale (poule finale) |
| 2001  | US Montauban  | 15 – 9  | RC Toulon                    |

### Depuis 2001 et le passage à la Pro D2
| Saison    | Champion                                                    | Observations                                                                                          |
| --------- | ----------------------------------------------------------- | --- |
| 2001-2002 | Stade montois                                               | Le FC Grenoble, deuxième de la phase régulière, est aussi promu en Top 16.                            |
| 2002-2003 | Montpellier RC                                              | Le CA Brive, vainqueur de la 1re phase, est également promu en Top 16.                                |
| 2003-2004 | FC Auch                                                     | L'Aviron bayonnais, vainqueur de la 1re phase, est également promu en Top 16.                         |
| 2004-2005 | RC Toulon                                                   | La Section paloise, vainqueur du Stade aurillacois en barrage, reste en Top 14.                       |
| 2005-2006 | US Montauban                                                | Le SC Albi, vainqueur des barrages, est également promu en Top 14.                                    |
| 2006-2007 | FC Auch                                                     | L'US Dax, vainqueur des barrages, est également promu en Top 14.                                      |
| 2007-2008 | RC Toulon                                                   | Le Stade montois, vainqueur des barrages, est également promu en Top 14.                              |
| 2008-2009 | Racing Métro 92                                             | Le SC Albi, vainqueur des barrages, est également promu en Top 14.                                    |
| 2009-2010 | SU Agen                                                     | Le Stade rochelais, vainqueur des barrages, est également promu en Top 14.                            |
| 2010-2011 | Lyon OU                                                     | L'Union Bordeaux Bègles, vainqueur des barrages, est également promu en Top 14.                       |
| 2011-2012 | FC Grenoble                                                 | Le Stade montois, vainqueur des barrages, est également promu en Top 14.                              |
| 2012-2013 | US Oyonnax                                                  | Le CA Brive, vainqueur des barrages, est également promu en Top 14.                                   |
| 2013-2014 | Lyon OU                                                     | Le Stade rochelais, vainqueur des barrages, est également promu en Top 14.                            |
| 2014-2015 | Section paloise                                             | Le SU Agen, vainqueur des barrages, est également promu en Top 14.                                    |
| 2015-2016 | Lyon OU                                                     | L'Aviron bayonnais, vainqueur des barrages, est également promu en Top 14.                            |
| 2016-2017 | US Oyonnax                                                  | Le SU Agen, vainqueur des barrages, est également promu en Top 14.                                    |
| 2017-2018 | USA Perpignan                                               | Le FC Grenoble, vainqueur du barrage contre l'US Oyonnax, est également promu en Top 14.              |
| 2019-2020 | Compétition abandonnée en raison de la pandémie de Covid-19 | Compétition abandonnée en raison de la pandémie de Covid-19                                           |
| 2018-2019 | Aviron bayonnais                                            | Le CA Brive, vainqueur du barrage contre le FC Grenoble, est également promu en Top 14.               |
| 2020-2021 | USA Perpignan                                               | Le Biarritz olympique, vainqueur du barrage contre l'Aviron bayonnais, est également promu en Top 14. |
| 2021-2022 | Aviron bayonnais                                            | L'USA Perpignan, vainqueur du Stade montois en barrage, reste en Top 14.                              |
| 2022-2023 | Oyonnax Rugby                                               | L'USA Perpignan, vainqueur du FC Grenoble en barrage, reste en Top 14.                                |
| 2023-2024 | RC Vannes                                                   | Le Montpellier HR, vainqueur du FC Grenoble en barrage, reste en Top 14.                              |
| 2024-2025 | US Montauban                                                | L'USA Perpignan, vainqueur du FC Grenoble en barrage, reste en Top 14.                                |

## Séries d'invincibilité à domicile

### Depuis 2000 et la professionnalisation de la2edivision
| Club               | Nombre de matches à domicile consécutifs sans défaite | Saisons               |
| ------------------ | ----------------------------------------------------- | --------------------- |
| Stade aurillacois  | 35                                                    | 2014-2015 à 2016-2017 |
| Section paloise    | 34                                                    | 2009-2010 à 2012-2013 |
| US Oyonnax         | 33                                                    | 2007-2008 à 2009-2010 |
| Biarritz olympique | 32                                                    | 2016-2017 à 2018-2019 |
| FC Auch            | 29                                                    | 2002-2003 à 2003-2004 |

## Organisation du championnat

### Évolution de la formule: époque professionnelle
Le championnat est toujours composé de deux phases : une phase de poules et une phase à élimination directe.
En 2000-2001 puis de 2002 à 2004, les quatre premières équipes de la première phase sont qualifiées pour la phase de play-off. Le vainqueur de cette phase finale est déclaré champion et est promu. La meilleure équipe de la première phase (ou le finaliste de la phase finale si une équipe remporte les deux phases) est également promue.
En 2001-2002, les deux premières équipes de la phase de poule sont promues et il n'y a pas de phase finale. Par ailleurs, la première édition en 2000-2001 ne comptait que 12 équipes contre 16 depuis la saison suivante.
De 2004-2005 à 2016-2017, la meilleure équipe de la première phase est promue et déclarée Champion de Pro D2. Les équipes classées 2e à 5e se disputent la deuxième place d'accession en Top 14 en matchs à élimination directe. Depuis la saison 2017-2018, l'équipe classée 6e prend part aux barrages. Le premier de la saison régulière n'est plus directement promu en Top 14. C'est désormais l'équipe qui remporte la finale d'accession qui accède à l'élite. Le perdant de ce match dispute un dernier barrage d'accession et reçoit le 13e de Top 14.
Les équipes classées aux deux dernières places sont toujours reléguées en division inférieure (3 équipes ont toutefois été reléguées en 2005-2006).

## Records

### Meilleurs marqueurs d'essais
Le tableau suivant donne les meilleurs marqueurs d'essais du championnat de France de rugby à XV de 2e division depuis la saison 2005-2006 au 24 janvier 2025. Ce classement est dominé par l'ailier Benoît Lazzarotto.
Les noms en gras indiquent les joueurs encore en activité dans le championnat de France de 2e division.
Entre parenthèses le nombre d'essais inscrits dans chaque club.
| Classement | Joueur                | Nationalité | Clubs                                                                        | Nombre d'essais |
| ---------- | --------------------- | ----------- | ---------------------------------------------------------------------------- | --------------- |
| 1          | Benoît Lazzarotto     | France      | US Carcassonne (64), Biarritz olympique (6)                                  | 70              |
| 2          | Vungakoto Lilo        | Tonga       | Union Bordeaux Bègles (18), Tarbes PR (30), US Montauban (16)                | 64              |
| 3          | Mathieu Acebes        | France      | FC Auch (9), Section paloise (13), USA Perpignan (27)                        | 50              |
| -          | Jean-Baptiste Barrère | France      | Section Paloise (7), AS Béziers (37), US Dax (6)                             | 50              |
| 5          | Fero Lasagavibau      | Fidji       | US Dax (26), Stade aurillacois (21)                                          | 47              |
| -          | Damien Cler           | France      | Stade montois (24), Stade rochelais (23)                                     | 47              |
| 7          | Jérôme Bosviel        | France      | CA Périgueux (1), LOU Rugby (4), CS Bourgoin-Jallieu (12), US Montauban (29) | 46              |
| 8          | Albert Valentin       | France      | Stade aurillacois (45)                                                       | 45              |
| 9          | Grégory Puyo          | France      | Section paloise (24), CS Bourgoin-Jallieu (15), AS Béziers (5)               | 44              |
| 10         | Sabri Gmir            | Tunisie     | AS Béziers (44)                                                              | 44              |
| 11         | Julien Cabannes       | France      | Stade montois (43)                                                           | 43              |
| 12         | Arnaud Pic            | France      | Oyonnax Rugby (9), Stade montois (4), US Dax (24), AS Béziers (5)            | 42              |
| 13         | Gwenaël Duplenne      | France      | RC Vannes (42)                                                               | 42              |
| 14         | Bruno Hiriart         | France      | US Dax (13), Section paloise (28)                                            | 41              |
| -          | Jean-Bernard Pujol    | France      | USA Perpignan (41)                                                           | 41              |
| -          | Nacani Wakaya         | Fidji       | Stade montois (41)                                                           | 41              |
| 17         | Benjamin Geledan      | France      | Stade rochelais (2), Oyonnax (38)                                            | 40              |
| -          | Yoann Laousse Azpiazu | France      | US Dax (11), Stade montois (29)                                              | 40              |
| -          | Elijah Niko           | Australie   | Section paloise (22), AS Béziers (8), Aurillac (10)                          | 40              |
| -          | Wame Naituvi          | Fidji       | Stade montois (40)                                                           | 40              |

### Meilleurs buteurs
Le tableau suivant donne les meilleurs buteurs du championnat de France de rugby à XV de 2e division depuis la saison 2005-2006 au 10 mars 2022.
Les noms en gras indiquent les joueurs encore en activité dans le championnat de France de 2e division.
Entre parenthèses le nombre de points inscrits dans chaque club.
| Classement | Joueur               | Clubs | Période   | Points |
| ---------- | -------------------- | --- | --------- | ------ |
| 1          | Maxime Petitjean     | US Dax (134), Stade aurillacois (2331)                                                                     | 2009-2018 | 2465   |
| 2          | Antoine Lescalmel    | Stade rochelais (3), Provence rugby (575), US Carcassonne (980), Section paloise (397), US Montauban (262) | 2006-2019 | 2217   |
| 3          | Jérôme Bosviel       | CA Périgueux (120), LOU Rugby (39), CS Bourgoin-Jallieu (379), US Montauban (1567)                         | 2011-     | 2105   |
| 4          | Pierre-Alexandre Dut | FC Grenoble (566), FC Auch (836), Stade montois (346), RC Narbonne (190)                                   | 2006-2018 | 1938   |
| 5          | Fabien Fortassin     | Tarbes PR (1411), Stade rochelais (389), Biarritz olympique (62)                                           | 2005-2018 | 1862   |
| 6          | Christopher Ruiz     | RC Narbonne (1511), Oyonnax Rugby (3)                                                                      | 2007-2018 | 1514   |
| 7          | Jonathan Bousquet    | Oyonnax Rugby (343), USA Perpignan (978), FC Grenoble (165)                                                | 2010-     | 1486   |
| 8          | Gilles Bosch         | US Carcassonne (1132), Biarritz olympique (153)                                                            | 2013-2021 | 1285   |
| 9          | Maxime Lucu          | Biarritz olympique (1233)                                                                                  | 2014-2019 | 1233   |
| 10         | Frédéric Manca       | SC Albi (559), Section paloise (643)                                                                       | 2005-2014 | 1202   |

## Couverture médiatique

### Télévision

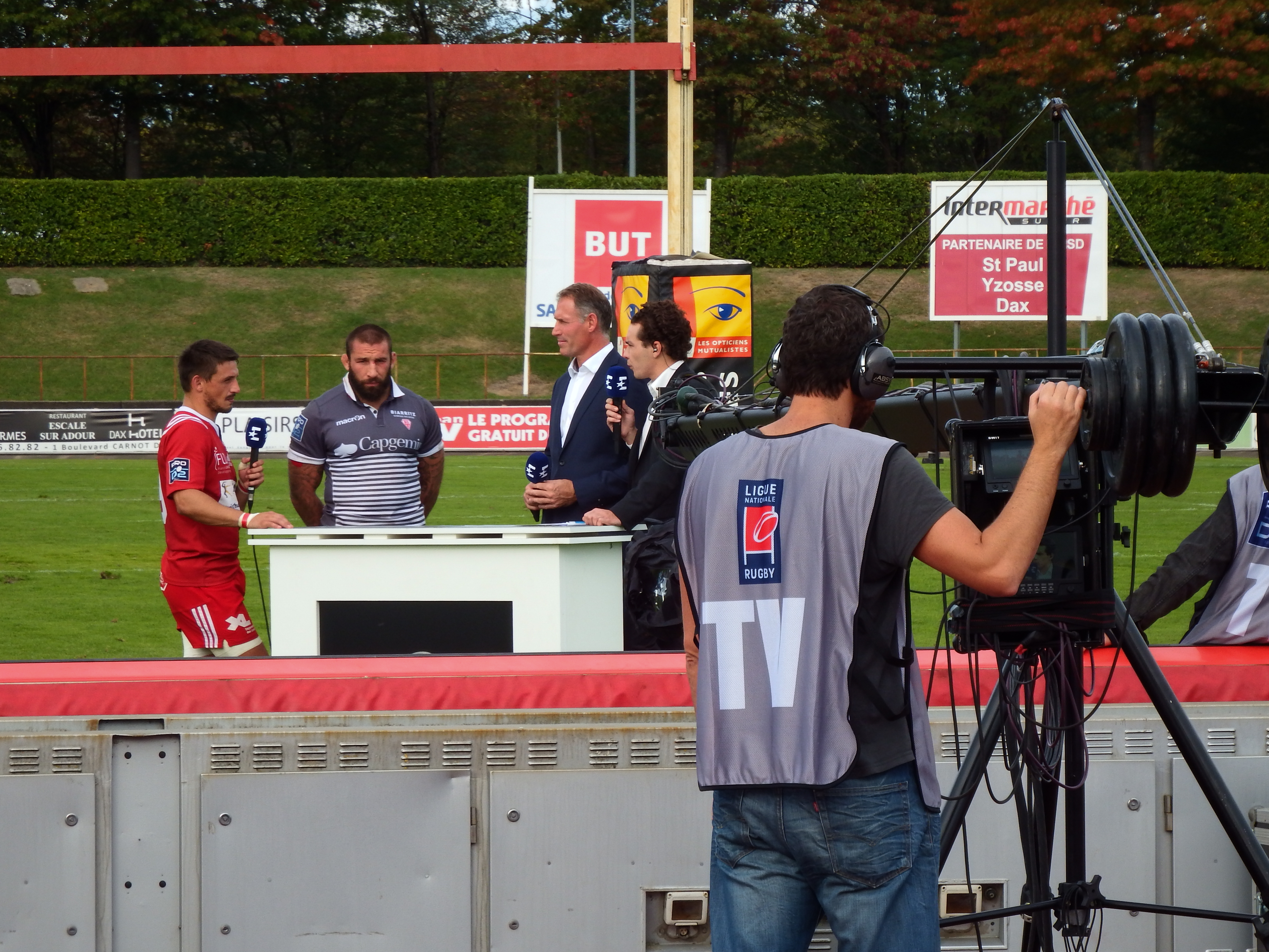
Tournage de l'émission Au contact pour Eurosport 2, sur le bord du terrain après la rencontre entre l'US Dax et le Biarritz olympique lors de la saison 2016-2017.

Sport+ diffuse 1 match en direct lors de chaque journée de la phase régulière, tandis que France 3 Régions retransmet en parallèle entre 9 et 12 de ces matches. À compter de la saison 2011-12, Eurosport diffuse également 1 match en direct à chaque journée et peut en retransmettre un second lors de 15 journées. Sport+/France 3 Régions et Eurosport disposent du choix du match diffusé une journée sur 2 de façon alternative. Une demi-finale est diffusée par Eurosport tandis que l'autre est codiffusée par Sport+ et les antennes régionales de France 3. La finale est retransmise par les trois chaînes. Au total, les droits de retransmission s'élèvent, pour la période 2011-2015 à 1,1 million d'euros par saison contre 100000 par an entre 2007 et 2011.
À partir de la saison 2015-2016 et jusqu'en 2019-2020, les droits télévisuels de la Pro D2 sont redistribués entre Eurosport, Canal+ Sport et France 3, pour une plus grande couverture médiatique. Ainsi, le match d'ouverture de chaque journée est retransmis en direct par Canal+ Sport à 20 h 45, alors que le groupe Eurosport diffuse également en direct sur sa chaîne Eurosport 2 le match de clôture du dimanche entre 14 h et 15 h ainsi qu'un match du vendredi soir décalé vers 19 h. L'ensemble des autres matchs non-décalés du vendredi soir, vers 20 h, sont proposés en streaming sur les serveurs d'Eurosport, l'Eurosport Player. Le match du dimanche après-midi est également, à huit reprises durant la saison, co-diffusé par les antennes régionales de France 3,,,.
À partir de la saison 2020-2021, le groupe Canal+ diffuse l'intégralité du championnat jusqu'en 2027. Son contrat d'exclusivité est ensuite prolongé pour la période 2027-2032.